# 珀蒂费
珀蒂费（法語：Petit-Fayt）是法国北部-加来海峡大区诺尔省的一个市镇，属于埃尔普河畔阿韦讷区南埃尔普河畔阿韦讷县。该市镇2009年时的人口为309人。

## 人口
珀蒂费人口变化图示
| 数据来源：INSEE |